# 김환수
김환수(金煥洙, 1985년 8월 11일 ~ )는 대한민국의 바둑 기사이다.

## 약력
전남 해남 출신으로 1994년 허장회 바둑도장에서 입문하여 바둑을 공부했고 충암고등학교를 졸업했다.  1994년 초등학교 3학년때 전남 해남군에서 서울로 이주하여 1997년 제13회 오리온배 어린이바둑대회에서 우승을 차지했다. 2003년 제97회 입단대회를 통해 입단하였고, 2013년 4단을 거쳐 2015년 9월에 5단으로 승단하였다. 2004년 제4기 오스람코리아배와 2004한국바둑리그 본선에 진출했다. 2005년 제5기 오스람코리아배 신예연승최강전 본선과 제1기 원익배 십단전 본선에 올랐다. 2006년 제10회 SK가스배 신예프로10 본선에서 7위를 차지했다. 2013년 제57기 국수전 본선에 진출했다.